# Olympiakos Syndesmos Filathlōn Peiraiōs 2017-2018 (pallavolo maschile)
Questa voce raccoglie le informazioni riguardanti l'Olympiakos Syndesmos Filathlōn Peiraiōs nella stagione 2017-2018.

## Organigramma societario
Area direttiva
- Presidente: Michalīs Kountourīs

Area organizzativa
- Team manager: Nikos Mantouvalos

Area tecnica
- Primo allenatore: Fernando Muñoz
- Secondo allenatore Antōnīs Vourderīs
- Allenatore: Kyriakos Moutesiodīs
- Scoutman: Giannīs Geōrgiadīs

Area sanitaria
- Preparatore atletico: Giōrgos Tsikoursī
- Fisioterapista: Giōrgos Papageōrgiou

## Rosa
| N° | Nome                        | Ruolo | Data di nascita   | Nazionalità sportiva |
| -- | --------------------------- | ----- | ----------------- | -------------------- |
| 1  | Kōnstantinos Christofidelīs | S     | 26 giugno 1977    | Grecia               |
| 2  | Giannīs Roumeliōtakīs       | S     | 25 giugno 1989    | Grecia               |
| 3  | Nikos Zoupanīs              | O     | 18 marzo 1989     | Grecia               |
| 4  | Mikko Oivanen               | O     | 26 maggio 1986    | Finlandia            |
| 5  | Kōnstantinos Stivachtīs     | P     | 22 maggio 1980    | Grecia               |
| 6  | Giōrgos Stefanou            | L     | 12 gennaio 1981   | Grecia               |
| 7  | Giōrgos Petreas             | C     | 19 novembre 1986  | Grecia               |
| 8  | Marcus Böhme                | C     | 25 agosto 1985    | Germania             |
| 9  | Theologos Daridīs           | L     | 18 luglio 1991    | Grecia               |
| 10 | Andreas Andreadīs           | C     | 14 gennaio 1982   | Grecia               |
| 11 | Fabian Drzyzga              | P     | 3 gennaio 1990    | Polonia              |
| 14 | Paraskeuas Tselios          | C     | 26 luglio 1997    | Grecia               |
| 15 | Todor Aleksiev              | S     | 21 aprile 1983    | Bulgaria             |
| 18 | Jeroen Rauwerdink           | S     | 13 settembre 1985 | Paesi Bassi          |

## Statistiche

### Statistiche di squadra
| Competizione    | Punti | In casa | In casa | In casa | In trasferta | In trasferta | In trasferta | Totale | Totale | Totale |
| Competizione    | Punti | G       | V       | P       | G            | V            | P            | G      | V      | P      |
| --------------- | ----- | ------- | ------- | ------- | ------------ | ------------ | ------------ | ------ | ------ | ------ |
| Volley League   | 64    | 16      | 16      | 0       | 14           | 14           | 0            | 30     | 30     | 0      |
| Coppa di Grecia | -     | 2       | 2       | 0       | 0            | 0            | 0            | 3      | 2      | 1      |
| Coppa di Lega   | 6     | -       | -       | -       | -            | -            | -            | 4      | 4      | 0      |
| Challenge Cup   | -     | 6       | 4       | 2       | 6            | 4            | 2            | 12     | 8      | 4      |
| Totale          | -     | 24      | 22      | 2       | 20           | 18           | 2            | 49     | 44     | 5      |

G = partite giocate; V = partite vinte; P = partite perse

### Statistiche dei giocatori
| Giocatore         | Volley League | Volley League | Volley League | Volley League | Volley League | Coppa di Lega | Coppa di Lega | Coppa di Lega | Coppa di Lega | Coppa di Lega | Challenge Cup | Challenge Cup | Challenge Cup | Challenge Cup | Challenge Cup |
| Giocatore         | P             | PT            | AV            | MV            | BV            | P             | PT            | AV            | MV            | BV            | P             | PT            | AV            | MV            | BV            |
| ----------------- | ------------- | ------------- | ------------- | ------------- | ------------- | ------------- | ------------- | ------------- | ------------- | ------------- | ------------- | ------------- | ------------- | ------------- | ------------- |
| T. Aleksiev       | 29            | 332           | 276           | 37            | 19            | 4             | 40            | 36            | 3             | 1             | 12            | 144           | 125           | 14            | 5             |
| A. Andreadīs      | 23            | 105           | 65            | 29            | 11            | 2             | 1             | 0             | 1             | 0             | 5             | 2             | 1             | 0             | 1             |
| M. Böhme          | 27            | 211           | 127           | 63            | 21            | 4             | 34            | 19            | 9             | 6             | 12            | 90            | 46            | 35            | 9             |
| K. Christofidelīs | 22            | 15            | 7             | 5             | 3             | 4             | 0             | 0             | 0             | 0             | 8             | 0             | 0             | 0             | 0             |
| T. Daridīs        | 30            | 0             | 0             | 0             | 0             | 4             | 0             | 0             | 0             | 0             | 12            | 0             | 0             | 0             | 0             |
| F. Drzyzga        | 27            | 55            | 17            | 16            | 22            | 4             | 3             | 0             | 2             | 1             | 12            | 23            | 10            | 7             | 6             |
| M. Oivanen        | 28            | 362           | 292           | 33            | 37            | 4             | 58            | 48            | 2             | 8             | 12            | 161           | 137           | 16            | 8             |
| G. Petreas        | 28            | 222           | 133           | 67            | 22            | 4             | 29            | 18            | 6             | 5             | 12            | 78            | 48            | 26            | 4             |
| J. Rauwerdink     | 30            | 273           | 241           | 15            | 17            | 4             | 37            | 33            | 3             | 1             | 12            | 131           | 114           | 9             | 8             |
| G. Roumeliōtakīs  | 18            | 59            | 55            | 1             | 3             | 2             | 5             | 4             | 1             | 0             | 5             | 10            | 9             | 0             | 1             |
| G. Stefanou       | 29            | 0             | 0             | 0             | 0             | 4             | 0             | 0             | 0             | 0             | 12            | 0             | 0             | 0             | 0             |
| K. Stivachtīs     | 28            | 10            | 4             | 3             | 3             | 4             | 0             | 0             | 0             | 0             | 12            | 0             | 0             | 0             | 0             |
| P. Tselios        | 11            | 10            | 8             | 2             | 0             | 0             | 0             | 0             | 0             | 0             | 2             | 3             | 2             | 1             | 0             |
| N. Zoupanīs       | 28            | 138           | 121           | 8             | 9             | 4             | 8             | 6             | 1             | 1             | 12            | 20            | 16            | 3             | 1             |

P = presenze; PT = punti totali; AV = attacchi vincenti; MV = muri vincenti; BV = battute vincenti

NB: Non sono disponibili i dati relativi alla Coppa di Grecia e di conseguenza quelli totali della stagione